# Аво (Златна обала)
Аво (фр. Avot) насеље је и општина у источном делу централне Француске у региону Бургундија-Франш-Конте, у департману Златна обала која припада префектури Дижон.
По подацима из 2011. године у општини је живело 156 становника, а густина насељености је износила 7,2 становника/km². Општина се простире на површини од 21,67 km². Налази се на средњој надморској висини од 315 метара (максималној 501 m, а минималној 307 m).

## Демографија
| 1962. | 1968. | 1975. | 1982. | 1990. | 1999. | 2011. |
| ----- | ----- | ----- | ----- | ----- | ----- | ----- |
| 170   | 174   | 202   | 174   | 150   | 141   | 156   |

График промене броја становника у току последњих година